# Чемпіонат Швейцарії з хокею 1959
Чемпіонат Швейцарії з хокею 1959 — 48-й чемпіонат Швейцарії з хокею (Національна ліга А). Чемпіоном став СК «Берн».

## Підсумкова таблиця
| М  | Команда            | І  | Пер | Н | Пор | ШЗ | ШП | О  |
| -- | ------------------ | -- | --- | - | --- | -- | -- | -- |
| 1. | СК «Берн»          | 14 | 11  | 1 | 2   | 92 | 63 | 23 |
| 2. | ХК «Давос»         | 14 | 9   | 1 | 4   | 88 | 47 | 19 |
| 3. | Цюрих СК           | 14 | 8   | 0 | 6   | 79 | 67 | 16 |
| 4. | ХК «Янг Спрінтерс» | 14 | 7   | 1 | 6   | 84 | 67 | 15 |
| 5. | ХК «Лозанна»       | 14 | 5   | 3 | 6   | 74 | 84 | 13 |
| 6. | Базель Ротвайс     | 14 | 4   | 3 | 7   | 69 | 92 | 11 |
| 7. | ХК Амбрі-Піотта    | 14 | 4   | 1 | 9   | 52 | 78 | 9  |
| 8. | ЕХК «Ароза»        | 14 | 3   | 0 | 11  | 49 | 89 | 6  |

### Чемпіонський склад СК «Берн»
- Воротарі: Ернст Беєлер, Рене Кінер
- Захисники: Бруно Гербер, Біт Кун, Альфред Лек, Курт Нобс
- Нападники: Рольф Дітельм, Брюс Гамільтон, Герман Казер, Юрг Марті, Пол Меззерлі, Петер Штаммбах, Петер Шмідт

### Перехідний матч
ЕХК «Ароза» — «Ла Шо-де-Фон» 4:2

## Найкращі бомбардири
1. Фріц Неф (ХК «Лозанна») - 35
2. Орвіль Мартіні (ХК «Янг Спрінтерс») - 32
3. Стю Робертсон (ХК «Давос») - 29